# Kirkeordinansen 1537/39
Kirkeordinansen 1537/39, eller med den danske titel fra 1539 Den rette Ordinants, er den danske reformationskirkes "grundlov" og forelå 1537 i en latinsk udgave, 1539 i en dansk og udkom i 1542 . Den nyordnede Danmarks og Norges kirke- og skoleforhold efter reformationen og der gik en meget grundig udarbejdelse forud ved flere kirkekommissoner og gennemsyn af reformatorerne i Wittenberg. Kirkeordinansen bygger i høj grad på tyske forbilleder, dog tilrettelagt efter danske forhold.
1542 fik den et vigtigt tillæg i de såkaldte Ribeartikler, der især angik præstevalget, men bevarede i øvrigt sin almene gyldighed til indførelsen af Danske Lov i 1683 og kirkeritualet i 1685, hvori dog mange af dens bestemmelser er optaget.

Efter valget af Christian 3. 1534 og sejren i den efterfølgende borgerkrig, Grevens Fejde, hvor Johan Rantzaus hær havde nedkæmpet Skipper Clements bondehær i Nordjylland, var det nødvendigt med en ny kirkeordning, og da man i Danmark ikke mente at råde over den tilstrækkelige ekspertise, sendte man bud om hjælp i Wittenberg – hovedsædet i Tyskland for den lutherske reformation. Derfra sendtes Johannes Bugenhagen, der var eksperten i kirkeordninger. Han havde allerede med held udarbejdet sådanne  for Braunschweig, Hamburg, Lübeck og Pommern. Sammen med domkapitler og prædikanter ledede han udarbejdelsen af grundlaget for den nye ordning i dobbeltriget Danmark-Norge.
Inden den blev vedtaget af det danske rigsråd, havde den været til godkendelse hos Martin Luther.

## De nye superintendenter
Samtidig med rigsrådets vedtagelse af ordinansen indviede Johan Bugenhagen syv danske superintendenter og en norsk. De mest fremtrædende var de kendte reformatorer Frans Vormordsen og Jørgen Jensen Sadolin, der fik Lund og Fyns stifter, samt Peder Palladius, der blev Sjællands biskop.
Den gamle hovedinddeling i syv stifter blev stående, og sogneordningen ligeledes. Blot flyttedes det sjællandske bispesæde straks fra Roskilde til København, og 1554 blev bispesædet i Børglum flyttet til Ålborg. Der havde været tanker fremme om at gøre en af de nye bisper til øverste biskop, men dette blev ikke til noget, vel mest fordi en sådan ordning i for høj grad ville have mindet om den gamle. Alligevel kom Sjællands biskop til at indtage en stilling som "den første blandt ligemænd", hvilket næppe var uden sammenhæng med Peder Palladius' kraftfulde personlighed.
Eftersom Bugenhagen kun var præst, ikke bispeviet, mistede den danske kirke "den apostolske succession", der hvilede på den opfattelse, at enhver indviet bisp, der havde modtaget håndspålæggelsen, indirekte havde modtaget sin indvielse fra apostlen Peter, der mentes at have været den første biskop i Rom.

## Norge
Norge fik en egen kirkeordinans i 1607, tilpasset norske forhold. Mange af kirkeordinansens regler blev senere i bearbejdet form indarbejdet i Norske Lov fra 1687.

## Vurdering
P.G. Lindhardt fremhæver flere stederat den nye kirkeordning bærer stærkt præg af den lutherske "to-regiment-lære", idet der klart skelnes mellem "Guds ordinans" og "kongens ordinans", hvor "Guds ordinans" drejer sig om evangeliets forkyndelse, sakramenternes forvaltning, børnenes kristelige opdragelse, kirketjeneres, skolers og fattiges forsørgelse, mens "kongens ordinans" er alle de ordninger der skal få "Guds ordinans" til at fungere, konkret og praktisk, dvs anvisninger på både liturgiske, økonomske og administrative områder. En bestemt formuleret "bekendelse" – dogmatisk forstået – lagde man sig ikke fast på, men liturgien fremtrådte som en lempeligt renset romersk messeordning, og menigheden skulle aktiveres gennem danske salmer.
Endvidere at tanken om det almindelige præstedømme efter sejren trådte tilbage og kirkeinstitutionen, repræsenteret af embedet, begyndte at træde i forgrunden, hvilket med tiden skulle få uheldige følger for det lutherske lægfoks passivitet, en passivitet der omkring hundrede år senere under Christian 4. og den såkaldte lutherske ortodoksi skulle resultere i de såkaldte stokkemetoder for at vække en slumrende menighed under gudstjenesterne.

## "Desse sex støcker" – "De seks såkaldte hovedstykker"
Efter fortalen og opregningen af de mange der foruden kongen havde hængt deres segl under denne ordinans, afsluttes med:
Givet i Odense på den almindelige Rigsherredag, 1539 år efter Guds fødsel, den 14. dag i juni måned.
Dernæst opstilles seks punkter som herunder er gengivet med gammel og ny skrivemåde.
| Fra originalteksten | På nutidsdansk |
| --- | --- |
| En god Ordinantze oc Kirckeskick er begreben besønderlig y desse sex støcker. | En god ordinans og kirkeskik omfatter især disse 6 hovedstykker |
| Det første er lerdommen. At mand skall wduelge gode skickelig predickere, som kunde oc wille retsindelig predicke oc tilbørligen vddele Sacramenterne, oc retteligen forclare Catechismum (det er børnelerdom) om de x Guds bud, troens articler, Pater noster oc Sacramenternes brug, for de wnge oc wforfarne oc wlerde Christne. | 1. Læren. Man skal udnævne gode, dygtige prædikanter, som kan og vil prædike retsindigt og forvalte sakramenterne på passende vis og forklare katekismen, som er børnelærdommen, om de Guds 10 bud, Trosbekendelsen, Fadervor og sakramenternes brug for de unge, uerfarne og ulærde kristne. |
| Det andet er Ceremonier oc wduortis Kiercketienniste. At der forordineris oc tilskickis nyttelige oc endrectelige Ceremonier, det er wduortis skickelser offuer alle Sogne kircker, paa det simple oc enfoldige folck icke skulle forargis aff nogen wligelighed y nogen saadan handell.                                            | 2. Ceremonierne og den ydre kirketjeneste. Der skal forordnes og fastsættes nyttige og ensartede ceremonier, som er ydre skikke for alle sognekirker, så almindelige mennesker ikke skal forarges af nogen forskel i den slags ting.                                                          |
| Det tridie er Scholerne. At der tilskickis gode bequemme Scholemestere vdi Kiøbstederne oc smaa Steder, huilcke med rett skickelighed kunde op lære wngdommen vdi alle maade. | 3. Skolerne. Der skal ansættes gode, egnede skolelærere i købstæderne og de små byer, som med stor dygtighed kan oplære ungdommen i alle måder. |
| Det fierde er en menige Almisse Kiiste For Kirckens tienere oc de fattige, At der maa wære at forsørge Kirckens tienere deris næring aff, Ocsaa de fattige maa bliffue behulpne. | 4. En almindelig hjælpekasse. Den skal være for kirkens tjenere og de fattige, at der må være penge til at lønne kirkens tjenere og for at man også kan hjælpe de fattige. |
| Det femte er om Superattendenter oc deris prouister. At der maa wære saadanne, som kunde holde tienerne wed deris embede, oc see til med, at alle ting maa alle wegne gaa skickelig oc ret til. | 5. Superintendenter (biskopperne) og deres provster. Der må være nogen, som kan fastholde kirkens tjenere på deres embede og se til, at alle ting går ordentligt og ret til alle vegne. |
| Det siette er om Bøger. At gode sogne Prester maa haffue, at drage nogen merckelig sand gudelighed vdaff, Oc ey bliffue snart wforseendis forgiffne aff nogre onde Bøger. Huordanne maange er alle rede vdgaangne. Ocsaa daglige io flere vdgaa.                                                                                    | 6. Gode bøger For at være en god sognepræst må man have gode bøger til at drage nogen sand gudsfrygt af, og ikke uforvarende blive forgiftet af dårlige bøger, som der allerede er udgivet mange af, og dagligt kommer flere.                                                                 |

Noter
1. ↑  Se afsnittet "Kirkelovgivningen fra reformationen til enevælden" i Ribeartikler (doc-fil) eller kopi på google (htm-fil) i Kirken, kongen og enevælden – en undersøgelse af det danske bispeembede 1660-1746 ved Karsten Hermansen – Som bog: Kirken, kongen og enevælden, 2005. Udgivet af Syddansk Universitetsforlag. ISBN 87-7838-935-6
2. ↑  Kilde: Bjørn Kornerup i Håndbog for lokalhistorikere, s 307
3. ↑  Se videre omtale på LutherDansk.dk
4. ↑  Om "den apostolske succession" på norsk Wikipedia: Apostolisk suksesjon
5. ↑  Se mere herom hos RoskildehHstorie.dk, som også er kilde til dette afsnit
6. ↑  Lindhardt 1945, side 109ff og Lindhardt 1960, bla side 76ff
7. ↑  Lindhardt 1960, side 76
8. ↑  Lindhardt 1945, side 110
9. ↑  Mere af teksten kan læses hos www.staff.hum.ku.dk Arkiveret 16. juli 2007 hos  Wayback Machine - Indskannet fra  Kirkeordinansen 1537/39 ved Martin Schwarz Lausten, Akademisk Forlag, 1989
10. ↑  Hele teksten på nutidsdansk kan læses hos www.lutherdansk.dk